# Кахане, Биньямин Зеэв
Рабби Биньямин Зеэв Кахане (ивр. בנימין זאב כהנא‎, англ. Binyamin Ze'ev Kahane) (3 октября 1966, Нью-Йорк, США — 31 декабря 2000, шоссе Иерусалим — Рамалла, неподалёку от селения Офра, Западный берег реки Иордан) — ортодоксальный раввин, учёный, общественный деятель правой части политического спектра Израиля, сын раввина Меира Кахане. Возглавлял организацию «Кахане Хай», признанную в ряде стран (включая Израиль) террористической.
31 декабря 2000 года Биньямин Кахане и его жена Талия были убиты в результате обстрела их автомобиля арабскими террористами из «Подразделения 17» («президентской гвардии Арафата»), пятеро их детей в возрасте от 2-х месяцев до 10 лет были ранены, один тяжело.

## Биография
Биньямин Кахане родился в Нью-Йорке и был младшим сыном в семье Либби и Меира Кахане. В сентябре 1971 года вместе с семьей репатриировался в Израиль.
Религиозное образование Биньямин Кахане получил в иешиве «Мерказ ха-Рав» в Иерусалиме, затем продолжил обучение в иешиве «Еврейская идея» (англ.), которую он создал вместе с отцом в 1987 году.
В конце 1980-х годов состоялась свадьба Талии Херцлих, дочери репатрианта из США, выросшей уже в Самарии, и Биньямина Кахане. После свадьбы супруги жили в основном в посёлке Кфар-Тапуах в Самарии. Талия родила мужу шесть детей, пять дочерей и сына, была его основным помощником по делам в иешиве и заменяла Биньямина во время его отсутствия, в том числе, связанным с арестами Биньямина.
После убийства раввина Меира Кахане в 1990 году, Биньямин Кахане создает в 1991 году общественно-политическое движение «Кахане хай» («Кахане жив») и йешиву «ха-Раайон ха-Йехуди» («Ха-рав Меир») в поселении Кфар-Тапуах. Как и движение его отца, движение «Кахане хай», не было принято властями Израиля и в 1994 году было запрещено. Б. Кахане придерживался идеологии своего отца — и выступал за изгнание арабов из Святой земли.
В результате заявлений движения «Кахане-Хай» в поддержку Баруха Гольдштейна, расстрелявшего в Хевроне 29 арабов, и словесных нападок на правительство, оно было признано властями Израиля и США террористическим.
Б. Кахане был так же осуждён израильским судом за призыв к мятежу. Несмотря на признание его организации в США террористической, Б.Кахане свободно ездил в США и проводил там встречи и собрания сторонников.
В 1999 году Биньямин-Зеэв Кахане переехал в Иерусалим и открыл там «Центр распространения еврейской идеи», который был закрыт властями в 2000 году.

## Убийство
31 декабря 2000 года Биньямин и Талия Кахане были убиты на шоссе Иерусалим — Рамалла, неподалёку от селения Офра, в результате обстрела их автомобиля арабскими террористами из «Подразделения 17» («президентской гвардии Арафата»). Пятеро их детей в возрасте от двух месяцев до 10 лет были ранены, один тяжело.

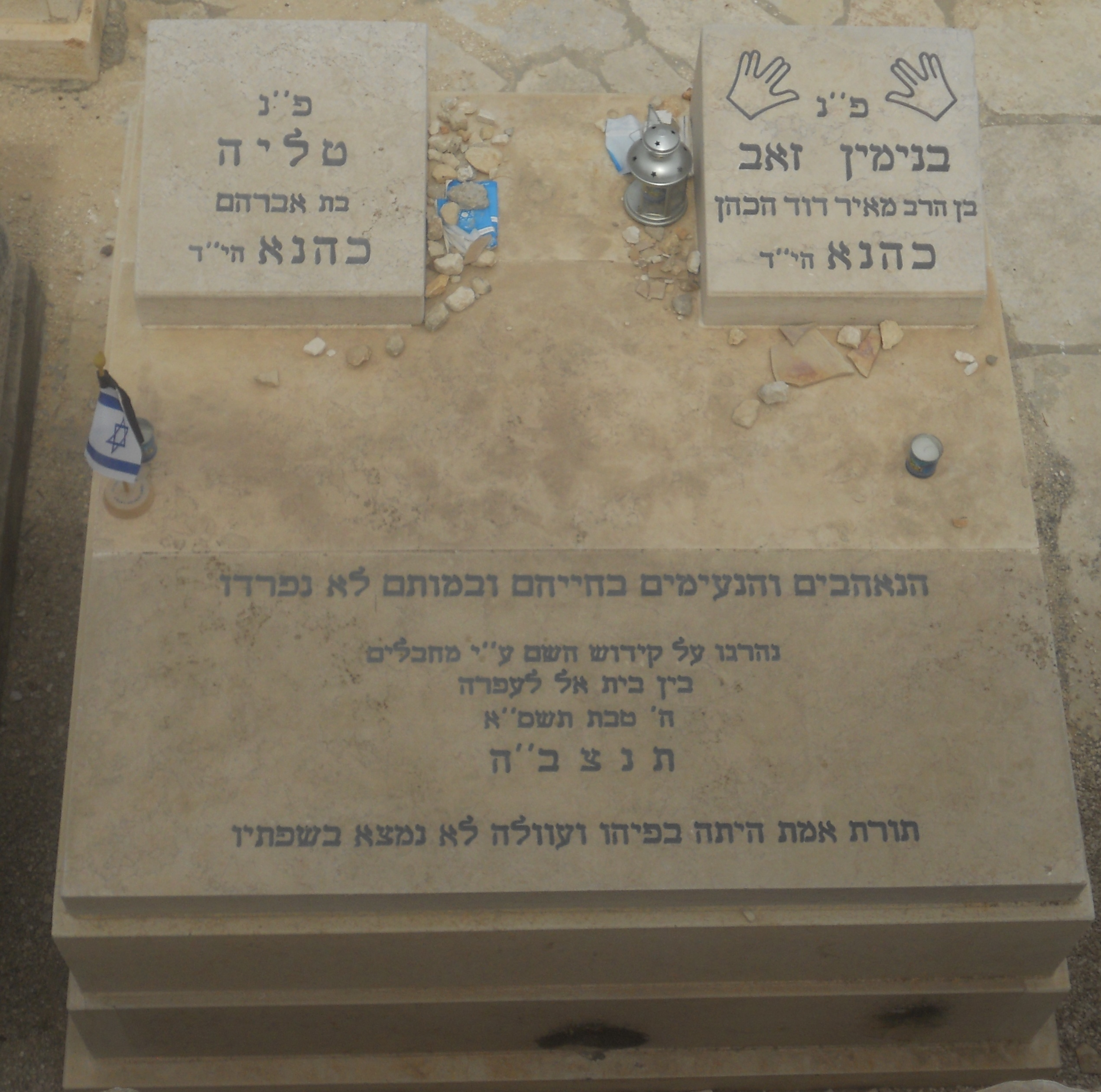
Памятник на могиле Биньямина и Талии Кахане

После убийства Б.Кахане, один из его друзей, Тиран Поллак, выступая по израильскому радио заявил:
- «Мы отомстим за его убийство. Они должны знать и бояться, что за каждый повреждённый волосок еврея может слететь арабская голова. Если они поймут и осознают это, я уверен, у нас будет тихо, потому что араб — он как его осёл. Оба понимают только силу».

Биньямин и Талия Кахане были похоронены в Иерусалиме на кладбище Гар а-Менухот. В ходе похорон участники похоронной процессии выкрикивали «Смерть арабам!» и избили во время похорон нескольких арабов-рабочих, которых нашли в одном из иерусалимских супермаркетов. Всего от действий участников похоронной процессии пострадало 15 человек, включая израильских полицейских. Пять участников процессии были арестованы.
После теракта младшая сестра Талии с мужем переехали в Кфар Тапуах в дом убитых и там вырастили шестерых их детей.

## Произведения
(по)
- «Народ Израиля и другие народы» (1986)
- «Ха-Агадат ха-Раайон» ((англ.); «Пасхальная Агада в свете „еврейской идеи“»; «The Haggada of the Jewish Idea») (1997)
- «Таль Биньямин», сборник статей (2001[уточнить]; вышел через год после его гибели)

С 1987 года и до своей гибели Биньямин Кахане издавал еженедельный бюллетень «Ках хи дарка шель Тора» («Таков он — путь Торы»), в последующем — «Дарка шель Тора», посвященный недельной главе Торы и «анализу актуальных событий в свете учения раввина Меира Кахане».